# Corèutids
Els corèutids (Choreutidae) són una família de lepidòpters ditrisis, l'única de la superfamília dels coreutoïdeus (Choreutoidea).
Són arnes que es poden trobar a tot el món, amb 19 gèneres en tres subfamílies definits per les característiques estructurals dels estadis immadurs (larves i pupes), en lloc dels caràcters dels adults (Heppner i Duckworth, 1981; Rota, 2005).

## Comportament
Aquestes arnes petites solen tenir tons metàl·lics i la majoria de vol diürn (alguns també nocturn). Alguns exemplars tropicals com el gènere Saptha són bastant espectaculars, amb brillants bandes verdes metàl·liques. Els membres del gènere Brenthia, sovint es troben en la seva pròpia subfamília (Brenthiinae), tenen punts rodons en les ales i s'ha demostrat que imiten a les aranyes saltadores (Rota i Wagner, 2006).

## Subfamílies i gèneres
Millieriinae
- Millieria Ragonot, 1874
- Phormoestes Heppner, 1982
- Nyx Heppner, 1982

Brenthiinae
- Brenthia Clemens, 1860
  - =Microaethia Chambers, 1878
- Litobrenthia Diakonoff 1978

Choreutinae
- Alasea Rota, 2008
- Anthophila Haworth [1811]
- Asterivora Dugdale, 1979
- Caloreas Heppner, 1977
- Choreutis Hübner [1825]
  - =Choreutidia Sauber, 1902
  - =Hemerophila Fernald, 1900
  - =Allononyma Busck, 1904
  - =Macropia Costa, 1836
- Hemerophila Hübner [1817]
- ?Melanoxena Dognin, 1910
- Peotyle Diakonoff, 1978
- Prochoreutis Heppner, 1981
- Rhobonda Walker, 1863
- Saptha Walker, 1864
  - =Badera Walker, 1866
  - =Chordates Snellen, 1877
- Tebenna Billberg, 1820
  - =Porpe Hübner, 1825
- Trichocirca Meyrick, 1920
- Telosphrantis Meyrick, 1932
- Tortyra Walker, 1863
  - =Choregia Zeller, 1877
  - =Walsinghamia Riley, 1889
- Zodia Heppner, 1879